# الثور فيرديناند (فلم 1938)
فيرديناند (بالإنجليزية: Ferdinand the Bull) هو فيلم رسوم متحركة قصير، صدر عام 1938 من إنتاج شركة ديزني وإخراج ديك ريكارد، مقتبس عن قصة فيرديناند التي تسرد قصة ثور يفضل شم رائحة الزهور على القتال في مصارعة الثيران.

## روابط خارجية
- مقالات تستعمل روابط فنية بلا صلة مع ويكي بيانات